# Stráž severu
Stráž severu byl regionální liberecký deník Národní fronty vydávaný v Liberci v poválečném období. Jeho články ukazují postupnou stabilizaci a vývoj, jak hospodářský tak i politický, a je proto zdrojem informací pro mnoho historických prací z této doby a oblasti.

## Vznik a historie (1945–1952)

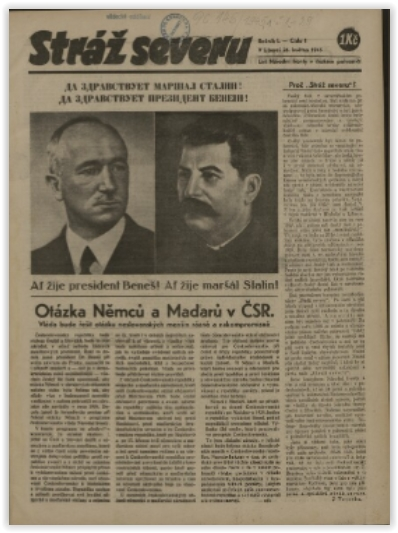
Titulní strana deníku Stráž severu, ročník 1, číslo 1 z 26.5.1945

První číslo deníku vyšlo 26. 5. 1945 i když některé zdroje udávají datum 17. 5. 1945. Deník byl tištěn v hlavní liberecké tiskárně bratří Stiepelů, později n. p. Severografia. Tato tiskárna měla v Liberci dlouholetou tradici s vydáváním deníku Reichenberger Zeitung (od roku 1860), ale v roce 1938 byla zabavena nacisty, list byl přejmenován na Die Zeit a po válce byl národním správcem tiskárny jmenován Josef Veverka, který se také stal prvním šéfredaktorem Stráže severu. Redakce Stráže severu, mimo šéfredaktora Veverku, měla ještě spolupracovníky Vladimíra Mikoláška, Ivana Mikšoviče, Jiřího Loewyho, Karla Janouta, Jiřího M. Paláta, Ladislava Tůmu a další. Souběžně s deníkem Stráž severu vydávali někteří pracovníci redakce Stráže severu (J. M. Palát, L. Tůma) i kulturní týdeník Severák, kam posléze i odešli.
Stráž severu byla vydávána jako tisk Národní fronty, po odchodu komunistů (J. Harus a další) na jaře 1946 byla od 1. 5. 1946 převedena pod ČSSD. KSČ se pokoušela – s mnohem menší popularitou – vydávat svůj deník Nástup severu a předváleční komunisté se pokusili obnovit předválečnou Rote Fahne. Počátkem roku 1948 docházelo v ČSSD, jejímž orgánem Stráž severu byla, k politické polarizaci mezi křídlem Bohumila Laušmana a Zdeňka Fierlingera a liberecká redakce pod vedením J. Veverky podporovala pravé, Laušmanovo a Majerovo křídlo ČSSD. Proto také KSČ 25. 2. 1948 okamžitě, prakticky souběžně s demisí ministrů v Praze, převzala redakci Stráže severu. Akce převzetí byla ale připravována od ledna 1948 například vydáváním odborářských legitimací pouze pro ROH apod. Krajský akční výbor Národní fronty zbavil J.Veverku místa šéfredaktora a vedení redakce od 26. 2. 1948 převzal komunista Josef Gabriel. Postupně se měnil i charakter regionálního deníku až byl 29. 2. 1952 nahrazen týdeníkem Cesta míru, vydávaným KV KSČ v Liberci.